# Большое Лошаково
Большое Лошаково — деревня в Бологовском районе Тверской области, входит в состав Березорядского сельского поселения.

## География
Деревня находится в северной части Тверской области на расстоянии приблизительно 31 км на северо-восток по прямой от районного центра города Бологое на левом берегу реки Березайка.

## История
В 1879 году в деревне числилось 33 крестьянских двора, в 1909 — 39. В советский период истории здесь действовали колхозы "13 лет Октября", «Воля» и совхоз «Сеглинский».

## Население
Численность населения: 210 человек (1879 год), 239 (1911), 32 (русские 97 %) в 2002 году, 19 в 2010.